# Nsimi
Nsimi est un village du Cameroun situé dans le département du Dja-et-Lobo et la région du Sud, sur la route de Sangmélima à Mbalmayo. Il fait partie de la commune de Zoétélé.

## Géographie
La localité est située au carrefour de la route nationale 9 et la route D34 à 14 km au sud-ouest du chef-lieu communal Zoétélé.

## Population
En 1962 la localité comptait 419 habitants, pour la plupart Fong.
Lors du recensement de 2005, 837 personnes y ont été dénombrées.

## Observatoire
Depuis 1993, Nsimi abrite l'Observatoire de recherches en environnement / Bassins versants tropicaux (ORE/BVET) du bassin du Nyong, qui a pour mission d’étudier, à partir de suivis hydrologiques et hydrogéochimiques les mécanismes et les bilans des transferts de matières sur les bassins versants de la zone tropicale.

## Cultes
Nsimi est le siège de la paroisse catholique Notre-Dame-de-la-Visitation de Nsimi, fondée en 1996, rattachée à la zone épiscopale de Nden du diocèse de Sangmélima.